# Айгулево
Айгу́лево (рос. Айгулево, башк. Айгөл) — село у складі Стерлітамацького району Башкортостану, Росія. Адміністративний центр Айгулевської сільської ради.
Населення — 641 особа (2010; 635 в 2002).
Національний склад:
- чуваші — 53%